# Мхлуме (аеродром)
Аеродро́м «Мхлуме» (англ. Airport Mhlume) — аеродром Свазіленду, розташований поряд з містечком Мхлуме.